# النشاط البركاني على المريخ

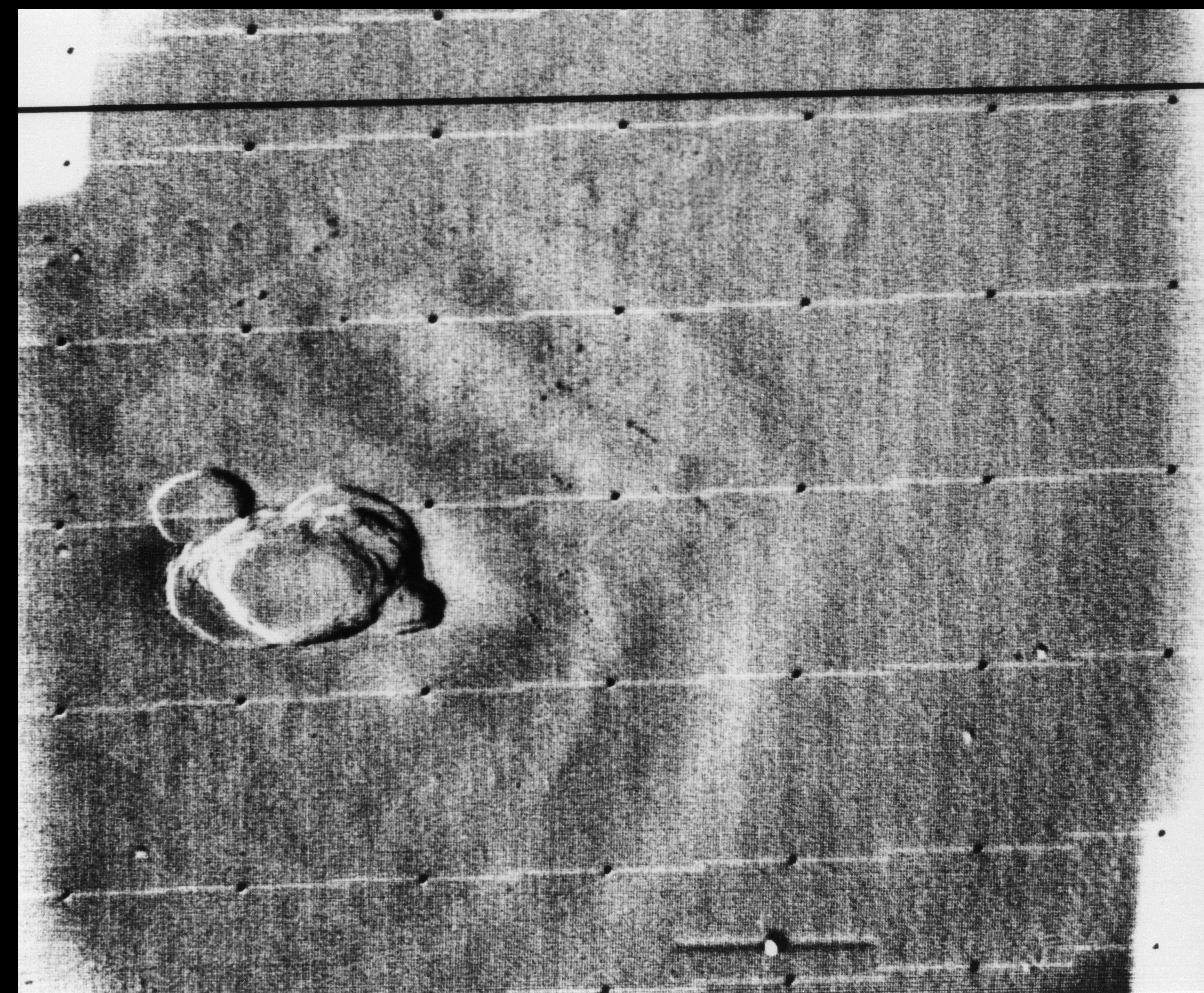
إحدى صور مارينر 9 وهي أولى الصور التي أظهرت أن بالمريخ براكين ضخمة.

لعب النشاط البركاني، دورًا مهمًا في التطور الجيولوجي للمريخ. اكتشف العلماء منذ مهمة مارينر 9 في عام 1972 سمات بركانية تغطي أجزاء كبيرة من سطح المريخ. تشمل هذه المعالم تدفقات الحمم البركانية الواسعة، وسهول الحمم البركانية الشاسعة، وأكبر البراكين المعروفة في النظام الشمسي. تتراوح الخصائص البركانية المريخية في العمر بين نظام نوشيان الجيولوجي (أكبر من 3.7 مليار سنة) إلى أواخر الفترة الأمازونية (أصغر من 500 مليون سنة)، ما يشير إلى أن الكوكب كان نشطًا بركانيًا طوال تاريخه، ويتوقع البعض أنه لا يزال نشطًا حتى يومنا هذا. الأرض والمريخ كوكبان كبيران متباينان يتكونان من مواد كوندريتية متشابهة. العديد من العمليات الصخرية التي تحدث على الأرض حدثت أيضًا على سطح المريخ في الماضي، وكلا الكوكبين متشابهان بما فيه الكفاية من ناحية التركيب لدرجة تسمح باستعمال نفس أسماء الصخور النارية والمعادن.
النشاط البركاني هو عملية ترتفع فيها الصهارة من باطن الكوكب عبر القشرة وتثور على السطح. تتكون المواد الثائرة من الصخور المنصهرة (الحمم البركانية) والشظايا الساخنة (التفرا أو الرماد) والغازات. الثورات البراكين هي الطريقة الرئيسية التي تطلق بها الكواكب حرارتها الداخلية. تنتج الثورات البركانية أشكالًا مميزة من الأشكال السطحية والتضاريس وأنواع الصخور التي توفر نظرةً على التركيب الكيميائي والحالة الحرارية وتاريخ باطن الكوكب.
الصهارة هي خليط معقد ساخن للغاية من السيليكات المنصهرة والبلورات المعلقة والغازات المذابة. من المرجح أن الصهارة على المريخ تصعد بطريقة مشابهة لتلك الموجودة على الأرض. ترتفع الصهارة من خلال القشرة السفلية في أجسام اختراقية أقل كثافة من المواد المحيطة. عندما ترتفع الصهارة، تصل في النهاية إلى مناطق ذات كثافة أقل. عندما تتطابق كثافة الصهارة مع كثافة الصخور المضيفة، يتوقف الطفو وتتوقف الصهارة عن الارتفاع. في هذه المرحلة، قد تتشكل حجرة صهارية تنتشر بشكل جانبي في شبكة من الجيوب النافذة والجيوب البركانية. بعد ذلك، قد تبرد الصهارة وتتصلب لتشكل أجسامًا نارية اقتحامية (بلوتونات). يقدر الجيولوجيون أن نحو 80% من الصهارة الأرضية تتوقف في القشرة ولا تصل أبدًا إلى السطح.
عندما ترتفع الصهارة وتبرد، فإنها تخضع للعديد من التغييرات التركيبية المعقدة والديناميكية. قد تتبلور المعادن الأثقل وتستقر في قاع الحجرة الصهارية. قد تستوعب الصهارة أيضًا أجزاءً من الصخور المضيفة أو قد تختلط مع تكتلات صهارية أخرى. تغير هذه العمليات تكوين المادة المنصهرة المتبقية، وبالتالي تكون الصهارة التي تصل إلى السطح مختلفة كيميائيًا عن الصهارة الأصلية. يُقال أن الصهارة التي تغيرت على هذا النحو قد «تطورت» لتمييزها عن الصهارة «البدائية» التي تشبه كثيرًا مصدرها الموجود في طبقة الوشاح. عادةً ما تكون الصهارة الأكثر تطورًا فلسية التكوين، أي غنية بالسيليكا والمواد المتطايرة وعناصر خفيفة أخرى مقارنةً بالصهارة البدائية الغنية بالحديد والمغنيسيوم (مافية التكوين). تُعد درجة ومدى تطور الصهارة بمرور الوقت مؤشرًا على مستوى الحرارة الداخلية والنشاط التكتوني للكوكب. تتكون القشرة القارية الأرضية من صخور جرانيتية تطورت خلال العديد من دورات معالجة الصهارية. تندر الصخور النارية المتطورة على الأجرام الباردة والهامدة مثل القمر. يُعتقد أن المريخ متوسط في مستوى النشاط الصهاري، بما أنه متوسط في حجمه بين الأرض والقمر.  
في الأعماق الضحلة لطبقة القشرة، ينخفض الضغط الصخري على الصهارة. يمكن أن يؤدي الضغط المنخفض إلى خروج الغازات (المواد المتطايرة)، مثل ثاني أكسيد الكربون وبخار الماء، على شكل رغوة من فقاعات الغاز. يؤدي تنوي الفقاعات إلى توسع وتبريد سريعين للصهارة المحيطة، ما ينتج شظايا زجاجية قد تنفجر مثل التفرا (تسمى أيضًا الصخور البركانية الفتاتية). يُشار عادةً إلى التفرا ذات الحبيبات الدقيقة باسم الرماد البركاني. يعتمد ثوران البركان، بشكل متفجر أو مفرط كحمم سائلة، على تكوين الصهارة. تميل الصهارة الفلسية ذات التركيب الأنديزيتي والريوليتي إلى الثوران بشكل متفجر، وهي شديدة اللزوجة وغنية بالغازات المذابة. من ناحية أخرى، تحتوي الصهارة المافية على كمية منخفضة في المواد المتطايرة وعادة ما تثور بشكل مفرط على شكل تدفقات حمم بازلتية. مع ذلك، هذه مجرد تعميمات. مثلًا، قد تثور الصهارة التي تلامس بشكل مفاجئ المياه الجوفية أو المياه السطحية بعنف على شكل انفجارات بخارية تسمى الانبعاثات المائية الصهارية (الثورات الصهارية التدفقية). قد تتصرف الصهارة المنبعثة بشكل مختلف أيضًا على الكواكب ذات التركيبات الداخلية والأغلفة الجوية وحقول الجاذبية المختلفة.

## اختلافات الأنماط البركانية بين الأرض والمريخ
الشكل الأكثر شيوعًا للنشاط البركاني على الأرض هو النشاط البركاني البازلتي. البازلت هو صخر ناري نابط ينتج عن الذوبان الجزئي لطبقة الوشاح العلوية. البازلت غني بمعدني الحديد والمغنيسيوم (صخر مافي) وعادة ما يكون لونه رمادي داكن. من شبه المؤكد أن نوع النشاط البركاني الرئيسي على المريخ هو بازلتي أيضًا. على الأرض، تثور الصهارة البازلتية عادةً كتدفقات شديدة السيولة، والتي إما تنبثق مباشرةً من المنافس البركانية أو تتشكل عن طريق اندماج التكتلات المنصهرة عند قاعدة النوافير النارية (ثوران هاواي). هذه الأنماط شائعة أيضًا على سطح المريخ، لكن الجاذبية المنخفضة والضغط الجوي على المريخ يسمحان بتكوين فقاعات غازية بسهولة وعلى أعماق أكبر مما هو على الأرض. نتيجةً لذلك، فإن البراكين المريخية البازلتية قادرة أيضًا على إنتاج كميات كبيرة من الرماد خلال الثورات البركانية. في الثورات البلينية، ينتشر الرماد الساخن في الغلاف الجوي، مكونًا عمود حمل حراري ضخم (سحابة). في حال وجود غلاف جوي ضعيف، فقد ينهار العمود لتشكيل تدفقات بركانية فتاتية. تندر الثورات البلينية في البراكين البازلتية على الأرض حيث ترتبط هذه الثورات غالبًا بالصهارة الأنديزيتة الغنية بالسيليكا أو الريوليتية (على سبيل المثال، جبل سانت هيلين).
نظرًا لأن الجاذبية المنخفضة للمريخ تولد قوى طفو أقل على الصهارة الصاعدة عبر القشرة، يُعتقد أن الحُجر الصهارية التي تغذي البراكين على المريخ أعمق وأكبر بكثير من تلك الموجودة على الأرض. إذا اقتربت الصهارة من سطح المريخ بدرجة تسمح لها بالثوران قبل التصلب، فسيكون الثوران كبيرًا. وبالتالي، تكون الثورات البركانية على سطح المريخ أقل ترددًا مقارنةً بثورات الأرض، ولكنها ذات نطاق وحجم هائلين. ومن المفارقات إلى حد ما، تسمح أيضًا الجاذبية المنخفضة للمريخ بتدفق حمم أطول وأكثر انتشارًا. قد تكون انفجارات الحمم البركانية على المريخ ضخمة بشكل لا يمكن تصوره. وُصف مؤخرًا تدفق حمم بركاني بحجم ولاية أوريغون في غرب منطقة إليسيوم بلانيتيا. يُعتقد أن التدفق انتشر بشكل مضطرب على مدى عدة أسابيع ويُعتقد أنه أحد أصغر تدفقات الحمم البركانية عمرًا على المريخ.